# Miconia ampla
Miconia ampla är en tvåhjärtbladig växtart som beskrevs av José Jéronimo Triana. Miconia ampla ingår i släktet Miconia och familjen Melastomataceae. Inga underarter finns listade i Catalogue of Life.